# Petr Kužvart
Petr Kužvart (2. květen 1956 – 15. května 2022) byl český právník, ekologický aktivista a publicista.
Jako právník se specializoval na zastupovaní obcí, občanů a občanských sdružení, které vystupují proti poškozování životního prostředí. Zastupoval např. Kašperské Hory proti firmě Bohemia TVX Gold, která usilovala o těžbu zlata. Za tuto aktivitu obdržel mimo jiné Cenu Josefa Velka. Angažoval se také ve sporu o devastaci CHKO Český kras výstavbou cementárny u obce Tmaň. Zastupoval též obce, občanská sdružení a vlastníky pozemků na jižním Plzeňsku ve sporu o trasu dálnice D5 v úseku obchvatu Plzně.
Byl členem Společnosti pro trvale udržitelný život (STUŽ). Publikoval např. v časopise A2, na portálu Britské listy, v Deníku Referendum či v Literárních novinách. Byl spoluzakladatelem a členem prezidia Asociace sdružení pro ochranu a rozvoj kulturního dědictví ČR, kterou zároveň zastupoval v soudních sporech s Karlovarskými minerálními vodami, a.s. ohledně devastace lázní Kyselka na Karlovarsku.
Přednášel Právo a státní správu životního prostředí na Přírodovědecké fakultě Univerzity Karlovy v Praze.
Jeho bratrem je geolog a bývalý ministr životního prostředí Miloš Kužvart.